# سرزمین‌های روسیه
سرزمین‌ یا کرای (به روسی: Край)، یکی از انواع واحدهای فدرال کشور روسیه است. کشور روسیه به ۸۳ واحد فدرال (+ ۶ واحد فدرال مورد مناقشه) تقسیم‌بندی شده‌است که ۹ واحد با عنوان سرزمین‌ شناخته می‌شود. معیار انتخاب یک منطقه با عنوان سرزمین‌ در تقسیمات کشوری روسیه، حاشیه‌ای بودن آن واحد فدرال است.
اسامی این ۹ کرای (سرزمین‌) به شرح زیر است:
1. آلتایی
2. کامچاتکا
3. خاباروفسک
4. کراسنودار
5. کراسنویارسک
6. پرم
7. پریمورسکی
8. استاوروپول
9. زابایکالسکی